# NGC 2792
NGC 2792 je planetna maglica u zviježđu Jedru.

## Vanjske poveznice
- SEDS: NGC 2792